# David Carter
David Cunningham Carter (ur. 3 kwietnia 1952 w Christchurch) – nowozelandzki polityk i rolnik, działacz Nowozelandzkiej Partii Narodowej, wieloletni parlamentarzysta, były minister, od 2013 do 2017 przewodniczący Izby Reprezentantów.

## Życiorys
Absolwent St Bede’s College w rodzinnej miejscowości oraz nauk rolniczych na Lincoln University. Prowadził własne gospodarstwo rolne specjalizujące się w hodowli.
Zaangażował się w działalność polityczną w ramach Nowozelandzkiej Partii Narodowej. W 1994 po raz pierwszy wszedł w skład Izby Reprezentantów (44. kadencji) z okręgu wyborczego Selwyn. W 1996 uzyskał reelekcję na 45. kadencję w okręgu wyborczym Banks Peninsula. W kolejnych wyborach (1999, 2002, 2005, 2008, 2011, 2014, 2017) był wybierany na posła kolejnych kadencji (46., 47., 48., 49., 50., 51., 52.) z listy krajowej swojego ugrupowania.
Pełnił funkcję partyjnego młodszego whipa. Wielokrotnie obejmował stanowiska rządowe. Był ministrem ds. osób starszych oraz wiceministrem ds. żywności, bezpieczeństwa biologicznego i kontroli granic (1998–1999), wiceministrem edukacji (1999), ministrem rolnictwa, leśnictwa i bezpieczeństwa biologicznego (2008–2011), ministrem odpowiedzialnym za część przemysłu (2011–2013) oraz władze lokalne (2012–2013). W 2013 powierzono mu urząd spikera nowozelandzkiego parlamentu, sprawował go do 2017.